# Kawno (powiat choszczeński)
Kawno (niem. Hasselbruch) – kolonia w Polsce położona w województwie zachodniopomorskim, w powiecie choszczeńskim, w gminie Bierzwnik. W latach 1975–1998 miejscowość administracyjnie należała do województwa gorzowskiego. W roku 2007 kolonia liczyła 18 mieszkańców. Miejscowość wchodzi w skład sołectwa Breń.

## Geografia
Kolonia leży ok. 1,5 km na północ od Brenia, 300 m na południe od jeziora Przytoczno.